# Jama
 Ovo je glavno značenje pojma Jama. Za druga značenja pogledajte Jama (razdvojba).
Jama je okomita šupljina u krškom reljefu nagiba kanala 45°-90°. Jame se istražuju posebnim speleološkim tehnikama u kojima se koriste speleološko uže, ljestve i razne sprave (karabineri, penjalice, spuštalice i razne vrste klinova).
Najdublja jama u Hrvatskoj je sustav Lukina jama-Trojama, 1421 m.